# Amblycerus immaculatus
Amblycerus immaculatus is een keversoort uit de familie bladkevers (Chrysomelidae). De wetenschappelijke naam van de soort werd in 1922 gepubliceerd door Maurice Pic.